# جام خیریه انگلستان ۱۹۶۵
 جام خیریه انگلستان ۱۹۶۵ ، ۴۳امین رقابت سالانه مابین قهرمانان لیگ دسته اول فوتبال انگلستان و جام حذفی فوتبال انگلستان است. 
این مسابقه در تاریخ ۱۴ آگوست ۱۹۶۵ مابین تیم‌های لیورپول و منچستر یونایتد در ورزشگاه الدترافورد منچستر برگزار شده‌است. 
این مسابقه با نتیجه دو بر دو مساوی به پایان رسید رسیده‌است.

## جزئیات مسابقه
| لیورپول                 | ۲ – ۲ | منچستر یونایتد |
| ----------------------- | ----- | -------------- |
| استونسون ۳۸' · ییتز ۸۶' |       | بست · هرد      |